# 北海道東藻琴高等学校
北海道東藻琴高等学校（ほっかいどうひがしもことこうとうがっこう、Hokkaido Higashimokoto High School）は、北海道網走郡大空町にあった公立（町立）の農業科単科高校。

## 設置学科
- 生産科学科

## 沿革
- 1953年 - 北海道美幌高等学校の東藻琴分校として開校
- 1957年 - 北海道東藻琴高等学校（当時は東藻琴村立）として独立
- 2006年 - 東藻琴村と女満別町が新設合併によって「大空町」が誕生したことに伴い、東藻琴村立から大空町立に移管
- 2021年 - 北海道女満別高等学校と統合し、北海道大空高等学校（大空町立）に校名変更